# Conferentie van Europese Kerken
De Conferentie van Europese Kerken (CEK; Engels: Conference of European Churches, CEC; Duits: Konferenz Europäischer Kirchen, KEK) is een samenwerkingsverband van 114 christelijke kerken, verspreid over geheel Europa. De aangesloten kerken zijn overwegend protestants en oosters-orthodox. Ook de Church of England (anglicaans) en de Oudkatholieke Kerk zijn aangesloten. Het hoofdkantoor van de organisatie is gevestigd te Brussel. Een bijkantoor is gevestigd te Straatsburg.
Het doel van de CEK is een verdere vruchtbare samenwerking tussen verschillende kerken, leidende tot niet alleen dialoog maar ook acties van andere soort, zoals het bevorderen van de wereldvrede en van een duurzame wereld.
De Rooms-Katholieke Kerk is niet aangesloten. De CEK aanvaardt namelijk niet, dat één kerk zichzelf beschouwt als de dominante kerk binnen het christendom, zoals de Rooms-Kaholieke Kerk pretendeert te zijn. Wel is er sprake van overleg met de katholieke kerk, bijvoorbeeld met de Raad van Europese Bisschoppenconferenties.
De CEK is in 1959 in Denemarken officieel opgericht met het doel van samenwerking tussen zoveel mogelijk verschillende kerken, mede met het oog op de ondersteuning van kerken in de door de Sovjet-Unie gedomineerde landen, waar het christendom min of meer werd onderdrukt, in ieder geval in zijn ontwikkeling belemmerd.
In 2008 verliet de Russisch-Orthodoxe Kerk de CEK vanwege een dispuut over de status van de Ests-Orthodoxe Kerk.
In Nederland is de Protestantse Kerk (PKN) bij de CEK aangesloten, alsmede de Oudkatholieke Kerk, de Remonstranten en één Nederlandse vertegenwoordiger van  doopsgezinden.
In België is de Verenigde Protestantse Kerk in België bij de CEK aangesloten.
In Duitsland is o.a. de Evangelische Kerk in Duitsland bij de CEK aangesloten.